# Campeonato Maranhense
Campeonato Maranhense - ligowe mistrzostwa brazylijskiego stanu Maranhão.

## Format
Pierwsza liga 2006
- Pierwszy etap

Najpierw kluby grają ze sobą systemem każdy z każdym mecz i rewanż, a następnie takim samym systemem grają cztery najlepsze w tabeli kluby.
- Drugi etap

Format identyczny jak w pierwszym etapie
- Trzeci etap

Zwycięzcy pierwszego i drugiego etapu grają ze sobą mecz i rewanż o mistrzostwo stanu. Jeśli ten sam klub wygrał pierwszy i drugi etap - trzeci etap jest zbędny.
Jak we wszystkich rozgrywkach w Brazylii, format zmienia się często.

## Kluby
Pierwsza liga 2006
- Boa Vontade
- Caxiense
- Chapadinha
- Sociedade Imperatriz de Desportos
- Moto Club de São Luís
- Maranhão Atlético Clube
- Sampaio Corrêa Futebol Clube
- Sociedade Esportiva Santa Inês
- São Bento
- Viana

## Lista mistrzów
- 1918 Fênix
- 1919 Luso Brasileiro
- 1920 Luso Brasileiro
- 1921 Football Athletic Club
- 1922 Fênix
- 1923 Football Athletic Club
- 1924 Luso Brasileiro
- 1925 Luso Brasileiro
- 1926 Luso Brasileiro
- 1927 Luso Brasileiro
- 1928 Vasco da Gama (MA)
- 1929 nie rozegrano
- 1930 Sampaio Corrêa
- 1931 Sírio
- 1932 Tupan
- 1933 Sampaio Corrêa
- 1934 Sampaio Corrêa
- 1935 Tupan
- 1936 nie rozegrano
- 1937 Maranhão
- 1938 Tupan
- 1939 Maranhão
- 1940 Sampaio Corrêa
- 1941 Maranhão
- 1942 Sampaio Corrêa
- 1943 Maranhão
- 1944 Moto Club
- 1945 Moto Club
- 1946 Moto Club
- 1947 Moto Club
- 1948 Moto Club
- 1949 Moto Club
- 1950 Moto Club
- 1951 Maranhão
- 1952 Vitória do Mar
- 1953 Sampaio Corrêa
- 1954 Sampaio Corrêa
- 1955 Moto Club
- 1956 Sampaio Corrêa
- 1957 Ferroviário (MA)
- 1958 Ferroviário (MA)
- 1959 Moto Club
- 1960 Moto Club
- 1961 Sampaio Corrêa
- 1962 Sampaio Corrêa
- 1963 Maranhão
- 1964 Sampaio Corrêa
- 1965 Sampaio Corrêa
- 1966 Moto Club
- 1967 Moto Club
- 1968 Moto Club
- 1969 Maranhão
- 1970 Maranhão
- 1971 Ferroviário (MA)
- 1972 Sampaio Corrêa
- 1973 Ferroviário (MA)
- 1974 Moto Club
- 1975 Sampaio Corrêa
- 1976 Sampaio Corrêa
- 1977 Moto Club
- 1978 Sampaio Corrêa
- 1979 Maranhão
- 1980 Sampaio Corrêa
- 1981 Moto Club
- 1982 Moto Club
- 1983 Moto Club
- 1984 Sampaio Corrêa
- 1985 Sampaio Corrêa
- 1986 Sampaio Corrêa
- 1987 Sampaio Corrêa
- 1988 Sampaio Corrêa
- 1989 Moto Club
- 1990 Sampaio Corrêa
- 1991 Sampaio Corrêa
- 1992 Sampaio Corrêa
- 1993 Maranhão
- 1994 Maranhão
- 1995 Maranhão
- 1996 Bacabal
- 1997 Sampaio Corrêa
- 1998 Sampaio Corrêa
- 1999 Maranhão
- 2000 Moto Club
- 2001 Moto Club
- 2002 Sampaio Corrêa
- 2003 Sampaio Corrêa
- 2004 Moto Club
- 2005 Imperatriz
- 2006 Moto Club
- 2007 Maranhão
- 2008 Moto Club
- 2009 JV Lideral
- 2010 Sampaio Corrêa
- 2011 Sampaio Corrêa
- 2012 Sampaio Corrêa
- 2013 Maranhão

### Kluby według tytułów
- 32 - Sampaio Corrêa
- 24 - Moto Club
- 15 - Maranhão
- 6 - Luso Brasileiro
- 4 - Ferroviário (MA)
- 3 - Tupan
- 2 - Fênix, Football Athletic Club
- 1 - Bacabal, Sírio, Vasco da Gama (MA), Vitória do Mar, Imperatriz, JV Lideral